# Округ Гејнс (Тексас)
Округ Гејнс (енгл. Gaines County) је округ у америчкој савезној држави Тексас. По попису из 2010. године број становника је 17.526.

## Демографија
Према попису становништва из 2010. у округу је живело 17.526 становника, што је 3.059 (21,1%) становника више него 2000. године.
| Група             | 2000.         | 2010.          |
| Белци             | 8.803 (60,8%) | 10.628 (60,6%) |
| Афроамериканци    | 330 (2,3%)    | 305 (1,7%)     |
| Азијати           | 22 (0,2%)     | 44 (0,3%)      |
| Хиспаноамериканци | 5.175 (35,8%) | 6.413 (36,6%)  |
| Укупно            | 14.467        | 17.526         |